# Presa d'encenedor

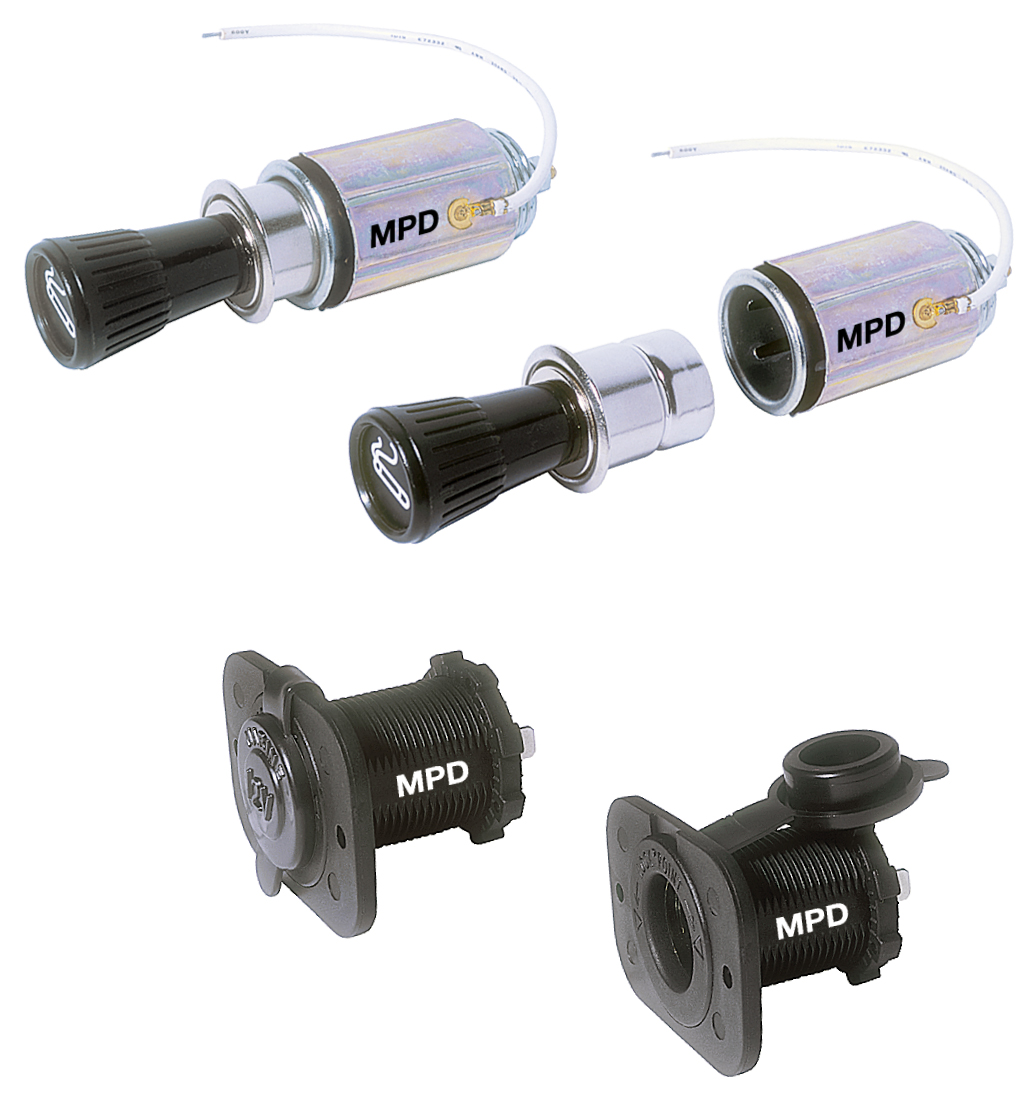
Preses d'encenedor amb el seu encenedor

Una presa d'encenedor  és el connector elèctric més estès entre els automòbils, tot i que inicialment va ser dissenyat com a encenedor de puros i cigarretes.
Aquestes preses de corrent també es fan servir per subministrar energia elèctrica, a través d'un endoll d'encenedor o un transformador, que pot o no variar el voltatge de sortida. De tota manera, no era aquest el seu propòsit original, ja que no són un endoll ideal per diversos motius: El fet que hi hagi tres mides diferents, connexions febles, realitzades per fricció o per ressorts, i l'ús d'un cablejat de petita secció que impedeix un flux gran d'electricitat. Per això, el seu ús es limita a aparells com ara màquines d'afaitar, ordinadors portàtils, MP3's o telèfons mòbils.

## Encenedor

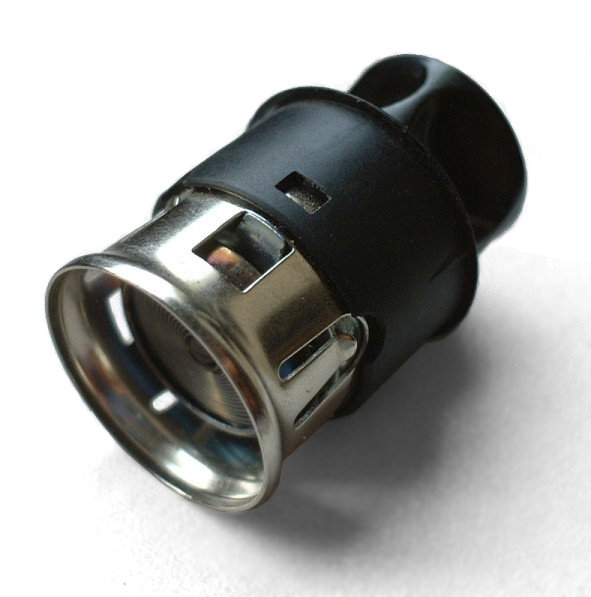
Encenedor de cotxe

L'encenedor tradicional és un cilindre de plàstic o metall que conté una resistència de nicrom, pel qual passa un corrent elèctric d'uns 10 ampers quan s'activa, normalment en empènyer mitjançant un botó. Quan es prem, l'encenedor se sosté en contacte amb la presa elèctrica mitjançant la força d'un ressort i un ganxo connectat a una làmina bimetàl·lica. La resistència calefactora es torna de color taronja en pocs segons, causant d'aquesta manera l'alliberament del sistema de subjecció abans descrit, tornant l'encenedor a la seva posició inicial. En retirar l'encenedor del seu allotjament, és capaç d'encendre cigarrets i purs.
En vehicles moderns, s'està deixant d'incorporar l'element tèrmic, que es substitueix per un projector plàstic, a causa de la decreixent popularitat i legalitat de fumar dins d'un vehicle. De tota manera, aquest connector se segueix instal·lant, de vegades també en els seients posteriors i el maleter, pel fet que molts productes d'electrònica de consum porten aquests endolls per adaptar a l'automòbil. Solen tenir una etiqueta prohibint el seu ús com encenedor, ja que no estan dissenyats per suportar la potència requerida per a ells.

## Galeria

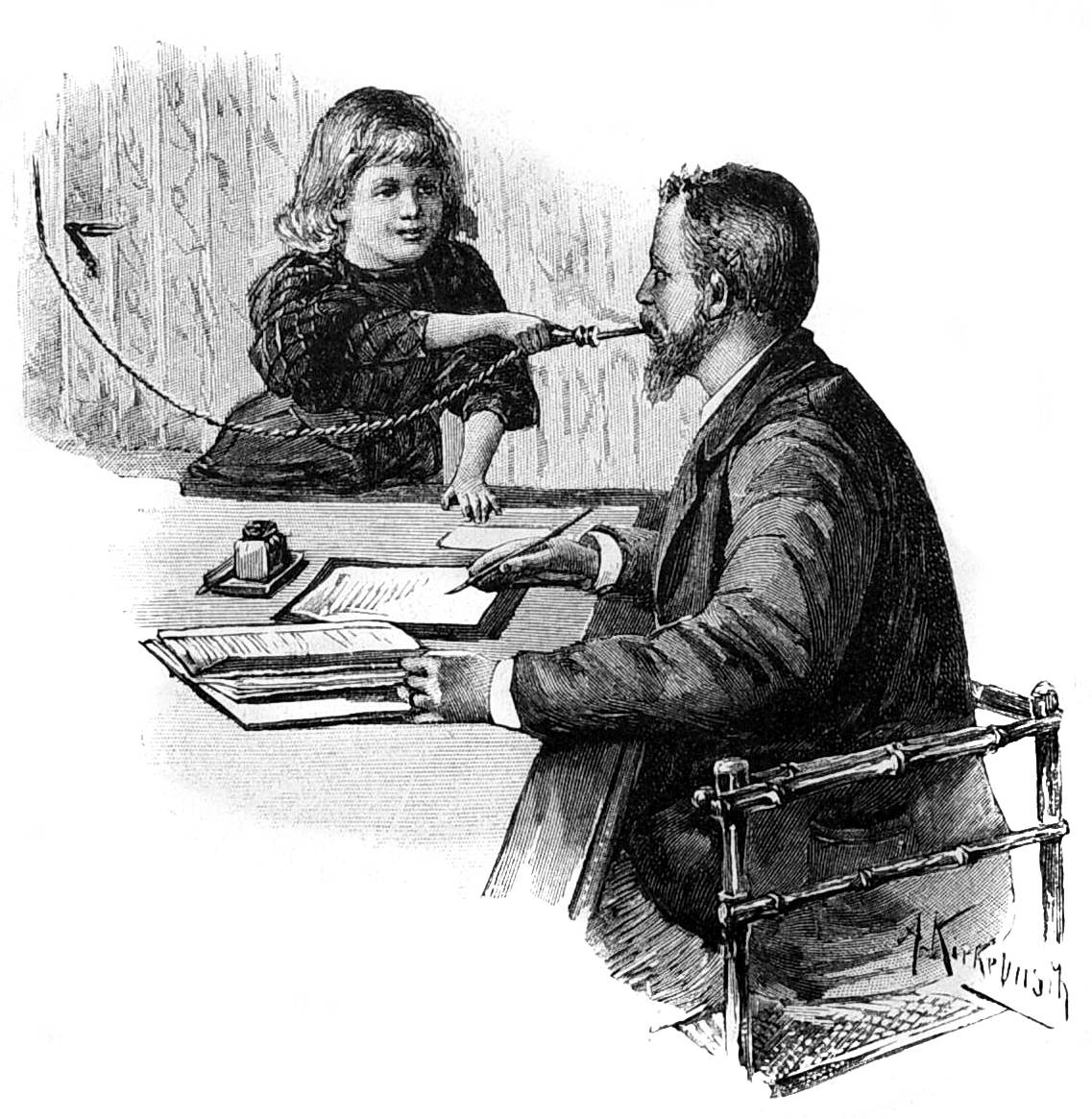
Elektrischer Cigarrenanzünder article de 1897.
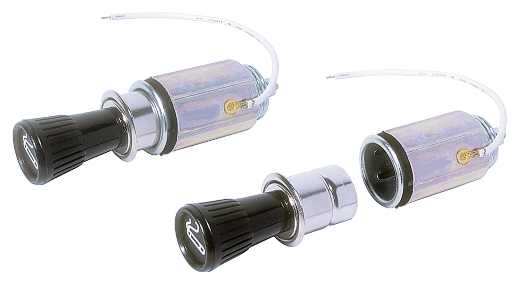
Connectors d'encenedor (12 volt)
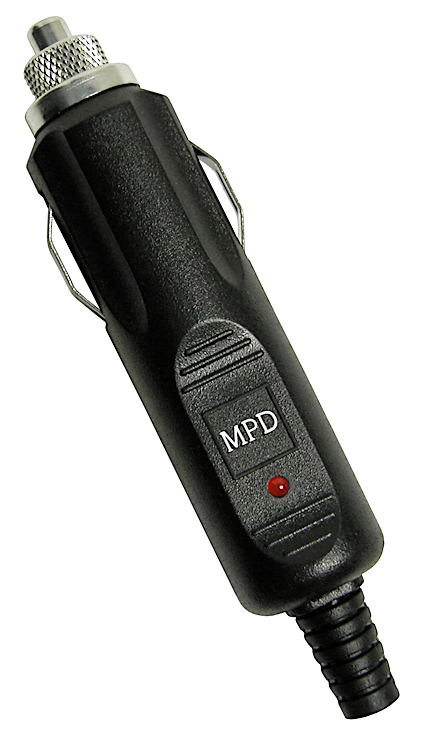
Connector mascle per presa d'encenedor